# ХК Регле
ХК Регле (швед. Rögle Bandyklubb) професионални је шведски клуб хокеја на леду из града Енгелхолма. Тренутно се такмичио у СХЛ лиги, највишем рангу професионалног клупског такмичења у Шведској. 
Утакмице на домаћем терену игра на леду Линдаб арене капацитета 5.051 седећих места, саграђене 1983. године. Боје клуба су зелена и бела.

## Историјат
Клуб је основан 1932. године као клуб бендија. Хокејашка секција је почела са такмичењима у националном првенству у сезони 1965/66. и већ у првој сезони обезбедила пласман у највиши ранг такмичења. И током наредних година екипа је наизменично играла у СХЛ лиги и другој лиги, а највећи успех у елитном такмичењу клуб је остварио у сезони 1993/94. где су се као шестопласиран пласирали у плеј-оф у ком су изгубили већ на старту. 

## Култни играчи
Шест бројева је повучено из употребе на дресовима овог клуба:
- #1  Кент Свенсон (Г)
- #9  Ленарт Окесон (Н)
- #13  Ројер Елвенес (Н)
- #19  Кени Јенсон (О)
- #25  Стефан Елвенес (Н)
- #26  Јакоб Јохансон (Н)

## Остали играчи
За екипу Реглеа од 2014. играју браћа Ален и Алмен Бибић, пореклом Сјеничани.